# Stîrkivți, Radehiv
Stîrkivți (în ucraineană Стирківці) este un sat în comuna Mîkolaiiv din raionul Radehiv, regiunea Liov, Ucraina.

## Demografie
Componența lingvistică a localității Stîrkivți
     Ucraineană (100%)
Conform recensământului din 2001, toată populația localității Stîrkivți era vorbitoare de ucraineană (100%).